# 31 Марта (гора)
Гора 31 Марта (порт. Pico 31 de Março, Pico Trinta e Um de Março; Пико-Фелпс) — гора на границе Бразилии и Венесуэлы с абсолютной высотой вершины 2974,18 м над уровнем моря. Она является частью массива Неблина и второй по высоте горой Бразилии после горы Неблина.